# چارلز سی. ویلسون
چارلز سی. ویلسون (انگلیسی: Charles C. Wilson؛ ‏ ۲۹ ژوئیهٔ ۱۸۹۴ – ۷ ژانویهٔ ۱۹۴۸) بازیگر اهل ایالات متحده آمریکا بود. وی بین سال‌های ۱۹۱۸ تا ۱۹۴۸ میلادی فعالیت می‌کرد.
از فیلم‌ها یا برنامه‌های تلویزیونی که وی در آن نقش داشته‌است، می‌توان به شهردار جهنم، فراتر از قانون، جوانان مبارز، چشمان درشت قهوه‌ای، دختر شهر کوچک، قایق نمایش، نمایش فوتبال، تنها یکبار زندگی می‌کنید، شریکان جنایت، دختر شانگهای، دهه پرشور بیست، در لباسی خیره‌کننده، سراسر شب، جرم شبانه، صدای بلند، زندگی پنهان والتر میتی، شاهد کلیدی، خیابان اسکارلت، چه زندگی شگفت‌انگیزی، در یک شب اتفاق افتاد، آقای دیدز به شهر می‌رود، فرشتگانی با چهره‌های کثیف، جشن فوتلایت، زن، ملاقات با جان دو، نوت راکنی آمریکایی، برادوی بیل، گلادیاتور و تهدید عمومی اشاره کرد.